# Jardin Marguerite-Boucicaut
Ne doit pas être confondu avec Square Boucicaut.
Le jardin Marguerite-Boucicaut est un jardin public situé dans le 15e arrondissement de Paris, sur la rive gauche de la Seine, sur les anciens terrains de l'hôpital Boucicaut.

## Situation et desserte
Le jardin se trouve au 7, allée Isadora-Duncan, dans le 15e arrondissement de Paris. Il est desservi par la ligne 10 (station Javel - André Citroën) et par la ligne 8 (stations Boucicaut, le RER C (gare du Pont du Garigliano et gare de Javel) et la ligne de tramway T3a (station Pont du Garigliano).

## Caractéristiques
On y trouve un buste de Marguerite Boucicaut, des jeux pour enfants et plusieurs bancs.

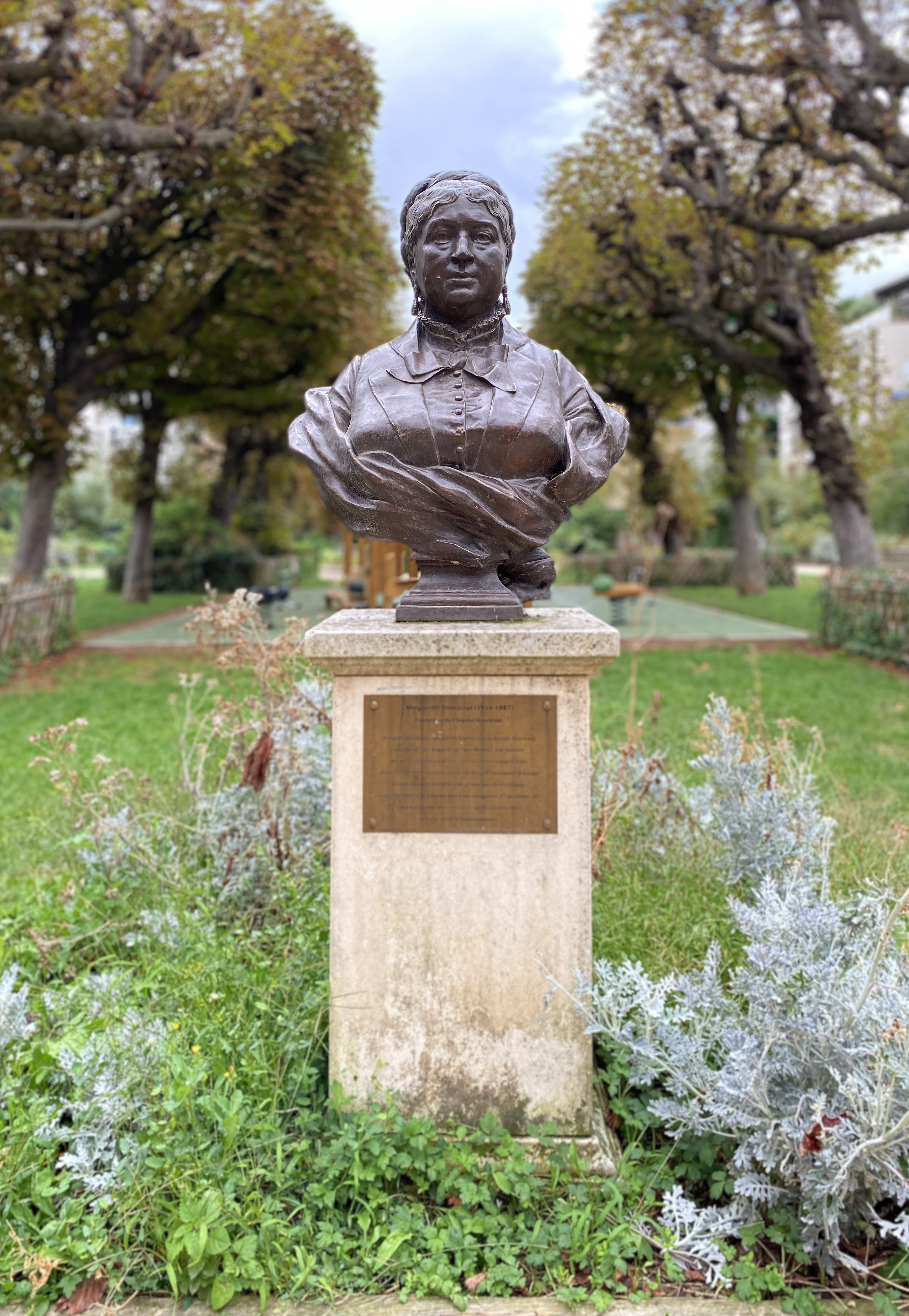
Sculpture de Marguerite Boucicaut - Paris 15 - Septembre 2022

## Historique
Il a été nommé en en mémoire de la philanthrope féministe Marguerite Boucicaut.